# Ligidium acutitelson
Ligidium acutitelson är en kräftdjursart som beskrevs av Wang och Kae Kyoung Kwon 1993. Ligidium acutitelson ingår i släktet Ligidium och familjen gisselgråsuggor. Inga underarter finns listade i Catalogue of Life.